# Mumaraddikoppa, Badami
Mumaraddikoppa là một làng thuộc tehsil Badami, huyện Bagalkot, bang Karnataka, Ấn Độ.